# 中田ダイマル・ラケット
中田ダイマル・ラケット（なかたダイマル・ラケット）は、大阪を中心に活躍した漫才コンビである。出囃子『拳の三味線』。太平洋戦争後の上方漫才を代表する兄弟コンビ。「爆笑王」の異名をとった。愛称は「ダイラケ」。

## メンバー
- 中田ダイマル（本名：中田 勇夫、1913年（大正2年）12月14日 - 1982年（昭和57年）9月5日[1]）兵庫県川辺郡小田村（現在の尼崎市）金楽寺生まれ。太縁のメガネで知られる。
- 中田ラケット（本名：中田 信夫、1920年（大正9年）3月3日 - 1997年（平成9年）2月5日[2]）兵庫県川辺郡小田村金楽寺生まれ。ダイマルよりやや長身で、キャリア後半はパーマをかけていた。

## 来歴
実家は農家で男6人女6人の12人兄弟でダイマルは7人目の三男、ラケットは10人目の六男だった。
ダイマルは1923年に小田第一尋常高等小学校（現在の尼崎市立下坂部小学校）を中退した。1926年に近所の大阪製麻に就職し、後に職を転々とする。1930年に扇子屋玉四郎一座の芸人・塚口四郎がマキノ・プロダクションに入ったことを知って映画俳優を志し、家を出た。しかし、結局俳優を断念する。漫才の世界へ入り、兄と中田松王・梅王という漫才コンビを結成した。後に中田デパート・ダイマルと改名し1934年に天神橋五丁目の「葵席」で初舞台を踏む。当時歌や三味線もこなせたデパートは音曲漫才指向で、ダイマルが憧れた横山エンタツ・花菱アチャコのようなしゃべくり漫才にはまったく関心がなかった。それでも「四、五年」（ダイマル）は続いたという。1941年に兄が結核性の腎臓病で病死したため、弟・信夫とコンビを組み（病床にいたデパートからは猛反対されたという）、中田ダイマル・ラケットを結成した。十三朝日座でデビューを果たし、戦時中は地方廻りをする。このころに、ラケットの弁ではハロルド・ロイドの映画『ロイドの牛乳屋』を参考に（ほかにチャールズ・チャップリンの『街の灯』やエンタツ・アチャコの『あきれた連中』などの映画からの影響が指摘されている）「拳闘漫才」を考案し愛知県岡崎市の小屋でネタおろしをした。
戦後間もないころから劇団（一座）を結成し、1946年には松長興業に所属し千日前南地劇場、阿倍野近畿劇場、新開地劇場（神戸市）などに出る。1947年に戎橋松竹の幕間の「拳闘漫才」で話題を博し、次第に「しゃべくり」をメインとした漫才へと変わっていった。1951年の民間放送開局とともに多くのラジオ番組に出演し「三秒に一回の笑い」というフレーズで爆笑王の異名を取る。1954年に始まった朝日放送ラジオの『お笑い街頭録音』では「言うてみてみ」「聴いてみてみ」というフレーズで人気を博し、同年に朝日放送の準専属タレント（1956年からは完全な専属）となった。また『スカタン社員』はのちのテレビ『スチャラカ社員』の元になった。
関西地区初の民放テレビである大阪テレビ放送が開局するとテレビにも進出し、1957年に始まった『ダイラケのびっくり捕物帖』はその後同じ放送枠（局は途中から朝日放送テレビ）の『スチャラカ社員』へと続き、都合10年間メインを担当した。このほかにも『ダイラケ二等兵』『ダイマル・ラケットのみんなの歌謡曲』などの番組に相次いで出演した。
『スチャラカ社員』の終了後は、テレビ出演よりも演芸場への出演に重きを置くようになり、同時に後進の指導に当たった。1970年に松竹芸能から吉本興業に移籍した。
1978年に心斎橋パルコで、傑作ネタの数々を後世に残すために「笑学の会」主催で9月13日 - 9月15日の3日間にわたる独演会「中田ダイマル・ラケット 爆笑三夜」を行い、全盛期を知らないファンに対して、ダイ・ラケ漫才健在を印象付けた。この時は、3日間でアンコールも含めて計10席行ない、関係者、プロの芸人なども会場に訪れ、舞台袖で生で見ていたという。またCBSソニーからレコード化され、読売テレビとラジオ大阪が収録の上で放送した。
横山エンタツ・花菱アチャコ、夢路いとし・喜味こいしらの正統派しゃべくり漫才の系譜とは一線を画し、奇抜な着想から作りこんだ奇妙なシチュエーションをもとに緻密な計算の行き届いた展開や構成で笑わせるタイプの天才肌漫才であった。初期にはボクシング漫才を舞台で行うなど、激しい動きを伴う漫才を披露していたが、ダイマルの持病の治療の為に飲み続けた副腎皮質ステロイドの影響で満月様顔貌を発症して身体が太ってしまい、体を使った漫才が演じられなくなったため、アクションの面白みは身振りの滑稽味に残しつつも、持ち前の話芸に磨きを掛けて独特なスタイルを確立した。
ダイマルの頭脳と身体（仕種の面白さもこの漫才の特徴の一つ）をフルに使った機関銃のような笑いの攻勢は、客席ばかりでなく時には相方ラケットさえ舞台上で笑わせてしまう（その様子がさらにおかしさを倍加する）ほどの凄まじい威力であった。またダイマルのボケを受けるラケットのツッコミも絶妙な間と、時にはボケに入れ替わって笑いを取ることができるほどの上手さであった。そのためダイ・ラケが舞台に立つと、客席の笑い声が凄すぎて小屋が揺れたという逸話が残っているほど。客席を笑わせる間隔の短さでは、このダイ・ラケを超える漫才はいまだに登場していないと言われ、ダイ・ラケ漫才は「3秒に1回笑わせる漫才」と言われることもある。
ダイマルは酒と女性を好み、人気も収入も全盛期であった53歳の時に当時の妻に全ての動産・不動産を譲ることを条件に離婚し、32歳年下の女性と再婚した。この妻（中田和子、中田興芸代表取締役を務めた）は作家としてダイマルとのドキュメント小説を出版している。なお、和子はダイマルの長男よりも年下である。この結婚は当時ワイドショーで大変話題となり、バラエティ番組でも司会者からよく突っ込まれていた。
結婚歴は2回であるが、1人目との妻との間の3番目の子供とは別に、妾の女性との間に次女と同い年の娘がおり、ダイマルのマネージャーを務めた頃もあった。また、加齢のためレギュラー番組がなくなってからは特に飲酒量が増え、それがもとで胃潰瘍になり、1982年9月5日、腹膜炎により亡くなった（享年70、満年齢68。）。ダイマルの死の直後の同年9月12日に『花王名人劇場』（関西テレビ）でダイマルの追悼特番が放映されている。
ラケットは明るく遊び人であった兄ダイマルとは対照的に、とても無口で神経質な性格であり、大きな舞台では顔が引きつったラケットをダイマルがニコニコ笑いながら励ます光景がよく見られた。
代表作に、『僕は幽霊』『家庭混戦記』『僕の恋人君の恋人』『恋の手ほどき』『地球は回る目は回る』『僕は迷医』『僕は迷優』『僕の時計（僕の健康法）』『僕の漂流記』『僕の農園』『僕は小説家』『無線車』『ジャンケン』『僕の発明』などがあり、「いうてみてみ」「きいてみてみ」「なんじゃとて」「かわいそうになぁ」「青火がパァ、ボヤがボォ」「いっしょやいっしょ〜」「そーやがな、そーやがな、そーやがな」などのフレーズがある。これらの言い回しは弟子筋にあたる中田カウス（中田カウス・ボタン）に受け継がれている。
主に1970年代に放送された『ライオンお笑いネットワーク』（読売テレビ）と「漫才笑学校」の中から、6本を収録したDVDがポニーキャニオンから発売されている。
所属事務所は松長興業から松竹芸能に所属し、道頓堀角座の看板芸人として活動してきたが、上述の通り1970年に吉本興業へ移籍した。これは、吉本に所属していた弟子の中田アップが画策したもので、角座で「とり」（主任）を取ってしかるべき芸人が「とり」を外されたので癪に障って行動に移した。しかし、皮肉にも吉本移籍後も花月劇場チェーンで「とり」を飾ることは少なかった。

## 弟子
- 一門とは関係ないがタレントの中田真理亜はダイマルの娘（六代目桂文枝門下のシェイプアップ）。
- 初代Wヤングに中田治雄（本名：中田軍治）という人物がいたことから、彼らと師弟関係ではないかという噂も出たようだが、Wヤングは西川ヒノデ門下でありこれは事実ではない。
- 弟子ではなかったが、藤田まことの才能を早い時期から見出し、一座に迎え入れたりテレビ出演させるなどした。

### 直弟子
- 中田アップ
- 中田純平・ひろこ
- 中田とんま（アタックボーン/相方・ほね さんじ）
- 中田リル（元ダイラケのマネージャーから転身）
- 麻理奈々・美々（奈々はダイマルの娘）
- 中田みゆき・ゆきみ（ゆきみは後の園ひとみ）

### 孫弟子（アップ門下）
- 中田ボタン（中田カウス・ボタン）がダイマル門下であると自身のホームページで公表している。実際は相方のカウス同様、中田アップ門下で孫弟子に当たる。
- 中田ポテト・チップ
- 中田ネオン・サイン （後の大木こだま・ひびきのひびき）
- 中田伸江・伸児
- 中田ブラック・ホワイト
- 中田ヒッチ・ピッチ

### ひ孫弟子（カウスの弟子）
- 中田尚希・祐士（尚希は後の中田なおき）
- 中田新作（漫才作家）

### ひ孫弟子（ボタンの弟子）
- 中田ハチ・マキ（ハチは中田八作）
- 中田はじめ・圭祐→中田はじめ
- ライム・ライト（ライム中田・ライト坂田）（ライトは後の別所清一）
- 海原やすよ・ともこ
- 中田尚希・祐士（祐士は後の中田ゆうじ（笑ハンティング））

## 出演映画
- 1957.1.29　金語楼純情日記　初恋社長 　宝塚映画
- 1957.2.12　金語楼純情日記　珍遊侠伝 　宝塚映画
- 1957.6.26　強情親爺とドレミハ娘 　宝塚映画
- 1957.7.9　強情親爺とピンボケ息子 　宝塚映画
- 1957.9.3　森の石松 　大映京都 　...　三十石船の乗客
- 1958.1.3　銭形平次捕物控　八人の花嫁 　大映京都
- 1958.2.26　大当り狸御殿 　宝塚映画 　...　泊り客
- 1958.10.29　紫頭巾 　東映京都
- 1958.11.8　抜き足差し足忍び足 　大映京都
- 1958.12.21　化け猫御用だ 　大映京都
- 1959.1.22　青蛇風呂 　大映
- 1959.8.1　濡れ髪三度笠 　大映京都
- 1959.12.27　関の弥太っぺ 　大映京都 　...　暦売り
- 1963.6.23　怪談鬼火の沼 　大映京都 　...　左官
- 1964.9.17　駿河遊侠伝　破れ太鼓 　大映
- 1964.12.6　大日本コソ泥伝 　日活 　...　巡査
- 1964.12.24　博徒対テキ屋 　東映京都
- 1965.1.13　ごろつき犬 　大映東京
- 1965.4.18　関東流れ者 　東映京都
- 1966.8.13　スチャラカ社員 　松竹大船 　...　都田物産社員

## 上記以外の出演番組
- 新吾十番勝負 第26話「少年と空と旅」（1967年、TBS/松竹テレビ室）：清六（ダイマル）と次郎八（ラケット）
- 新・なにわの源蔵事件帳 第11話「恋の鞘当て異聞」：ラケットのみ。
- せちべん問屋
- スター漫才選手権：審査員
- 必勝! 上方漫才大全集：ダイマルは故人になったためラケットのみ。
- 風来先生：ダイマルのみ。
- 妖術武芸帳 第13話「怪異人影殺」
- 演芸バラエティー 東の旅・西の旅（NHKラジオ第1放送）
- もしもしこちらダイラケです（朝日放送ラジオ）